# Lyot (cráter)

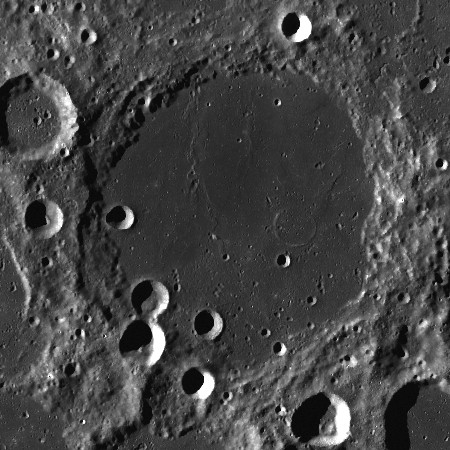
Fotografía de la misión Lunar Reconnaissance Orbiter

Lyot es un gran cráter de impacto que se encuentra sobre la extremidad sureste de la Luna, dentro del irregular y desigual mar lunar denominado Mare Australe, y al sur del cráter Hamilton. Debido a su ubicación, esta formación se ve en un ángulo rasante desde la Tierra, y su visibilidad se ve afectada por la libración.
El suelo interior de este cráter ha resurgido por efecto de los flujos de lava, dejando un interior oscuro con un albedo que coincide con el del mare circundante. El borde exterior es bajo y muy desgastado, con un perímetro que forma un círculo algo distorsionado. La parte suroeste del suelo y el borde están marcados por varios pequeños cráteres en forma de cuenco. También se pueden observar los restos de un cráter palimpsesto al este del punto medio del cráter.

## Cráteres satélite
Por convención estos elementos son identificados en los mapas lunares poniendo la letra en el lado del punto medio del cráter que está más cerca de Lyot.
|      | \| Lyot \| Coordenadas \| Diámetro \| \| ---- \| ----------------------------- \| -------- \| \| A \| 49°00′S 79°36′E / -49.0, 79.6 \| 38 km \| \| B \| 50°24′S 82°12′E / -50.4, 82.2 \| 9 km \| \| C \| 50°24′S 80°24′E / -50.4, 80.4 \| 17 km \| \| D \| 51°36′S 82°12′E / -51.6, 82.2 \| 14 km \| \| E \| 52°00′S 82°54′E / -52.0, 82.9 \| 13 km \| \| F \| 52°18′S 82°48′E / -52.3, 82.8 \| 21 km \| \| H \| 51°24′S 78°12′E / -51.4, 78.2 \| 63 km \| \| L \| 54°24′S 83°06′E / -54.4, 83.1 \| 70 km \| \| M \| 53°18′S 86°12′E / -53.3, 86.2 \| 24 km \| \| N \| 52°48′S 83°24′E / -52.8, 83.4 \| 12 km \| \| P \| 47°42′S 85°00′E / -47.7, 85.0 \| 13 km \| \| R \| 46°06′S 87°36′E / -46.1, 87.6 \| 30 km \| \| S \| 46°00′S 85°36′E / -46.0, 85.6 \| 26 km \| \| T \| 46°48′S 78°36′E / -46.8, 78.6 \| 8 km \| |          |
| Lyot | Coordenadas | Diámetro |
| A    | 49°00′S 79°36′E / -49.0, 79.6 | 38 km    |
| B    | 50°24′S 82°12′E / -50.4, 82.2 | 9 km     |
| C    | 50°24′S 80°24′E / -50.4, 80.4 | 17 km    |
| D    | 51°36′S 82°12′E / -51.6, 82.2 | 14 km    |
| E    | 52°00′S 82°54′E / -52.0, 82.9 | 13 km    |
| F    | 52°18′S 82°48′E / -52.3, 82.8 | 21 km    |
| H    | 51°24′S 78°12′E / -51.4, 78.2 | 63 km    |
| L    | 54°24′S 83°06′E / -54.4, 83.1 | 70 km    |
| M    | 53°18′S 86°12′E / -53.3, 86.2 | 24 km    |
| N    | 52°48′S 83°24′E / -52.8, 83.4 | 12 km    |
| P    | 47°42′S 85°00′E / -47.7, 85.0 | 13 km    |
| R    | 46°06′S 87°36′E / -46.1, 87.6 | 30 km    |
| S    | 46°00′S 85°36′E / -46.0, 85.6 | 26 km    |
| T    | 46°48′S 78°36′E / -46.8, 78.6 | 8 km     |